# 寺内寿一

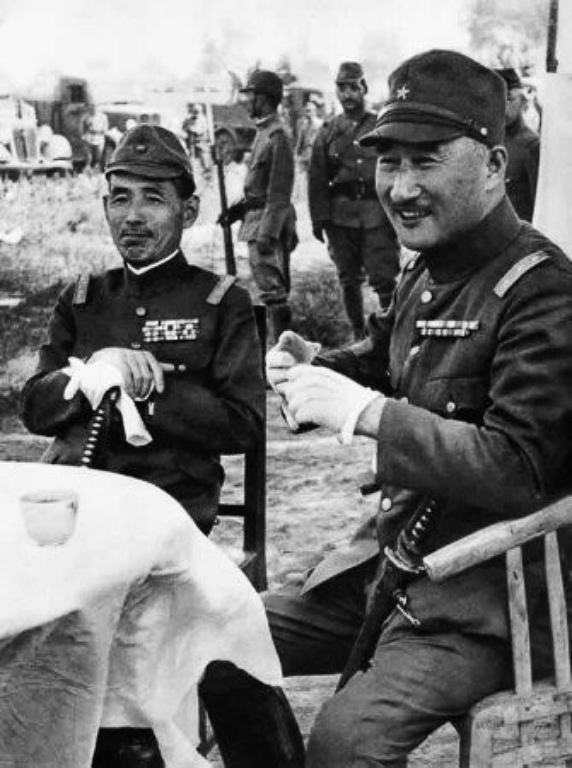
1938年當時寺內壽一（右）。與中支那派遣軍司令官畑俊六陸軍大將（左）

寺内寿一（1879年8月8日—1946年6月12日），第18任日本首相寺內正毅的長子，日本陆军将领，政治人物，伯爵。战后病死于狱中。

## 生平
1899年毕业於日本陸軍士官學校，后加入日本陆军。曾经派往德国工作，曾任军事学院讲师，过后担任第5師團長、朝鲜军参谋长及台湾军司令官。
1935年10月升为将军，两年后任广田弘毅首相内阁中的陆军大臣。1937年卢沟桥事变爆发后，任华北方面军司令官。

### 組建731部隊
根據一份1936年9月的日軍參謀本部的命令中顯示，當時裕仁發佈的“軍令陸乙第41號”令提到“朕命令制定並實行陸軍軍醫學校職員兼職為關東軍防疫部（即731部隊）職員之事的方案”，日軍參謀總長載仁親王即以此向陸軍大臣寺內壽一，下達執行命令。寺內壽一由此開始成立731，後來該部隊的組建，為實施戰爭罪行埋下伏筆。

### 筹组王克敏政权
占领了中国华北大片领土后，寺内寿一企图组建华北“新政权”，但不是像滿洲國的地方性政权，而是取代南京国民政府的中央政权。但是日军大本营考虑到国民政府的亲日派，所以对诱降国民政府还抱有一线希望，并不急于马上与蒋中正决裂。本來寺内寿一一面强硬地游说日军大本营，一面着手王克敏政权的筹备工作，不過最後還是仍全面侵華。
1937年9月4日，根据陆军省8月12日通过的《华北政务指导纲要》，寺内寿一命令特务机关长喜多诚一“指挥所属部员对军方作战的后方地区（包括冀东）执行各有关政务事项，统辖指导中国方面的机关，为使该地区成为实现日、满、华合作共荣的基础而进行各项工作”，正式扶持傀儡。

### 改派南洋
1941年11月6日，寺内寿一任南方軍总司令，开始执行由山本五十六策划的太平洋战争计划，山下奉文即是其属下。他与山本五十六的海军联合舰队相配合，发动了震动世界的太平洋战争，从越南西贡直捣新加坡。
日军占领整个东南亚之后，把南方军总部设在新加坡。寺内寿一升为元帅，於1944年5月把总部转移到菲律宾，由於受到同盟国反攻的威胁，再把总部转移到越南的西贡。1945年4月10日，寺内寿一接到缅甸被同盟国军队收复的消息后中风，无法在1945年9月12日向联军最高统帅路易斯·蒙巴頓勋爵投降，令板垣征四郎代表他出席签署投降书。1945年11月30日在西贡亲自向蒙巴登勋爵投降，关押于马来亚半岛的柔佛州。

### 戰後與死亡
1946年6月12日因脑溢血死于柔佛州令金当时的战犯关押处——英国人的喜京斯别墅，死时67岁，判決前病死。

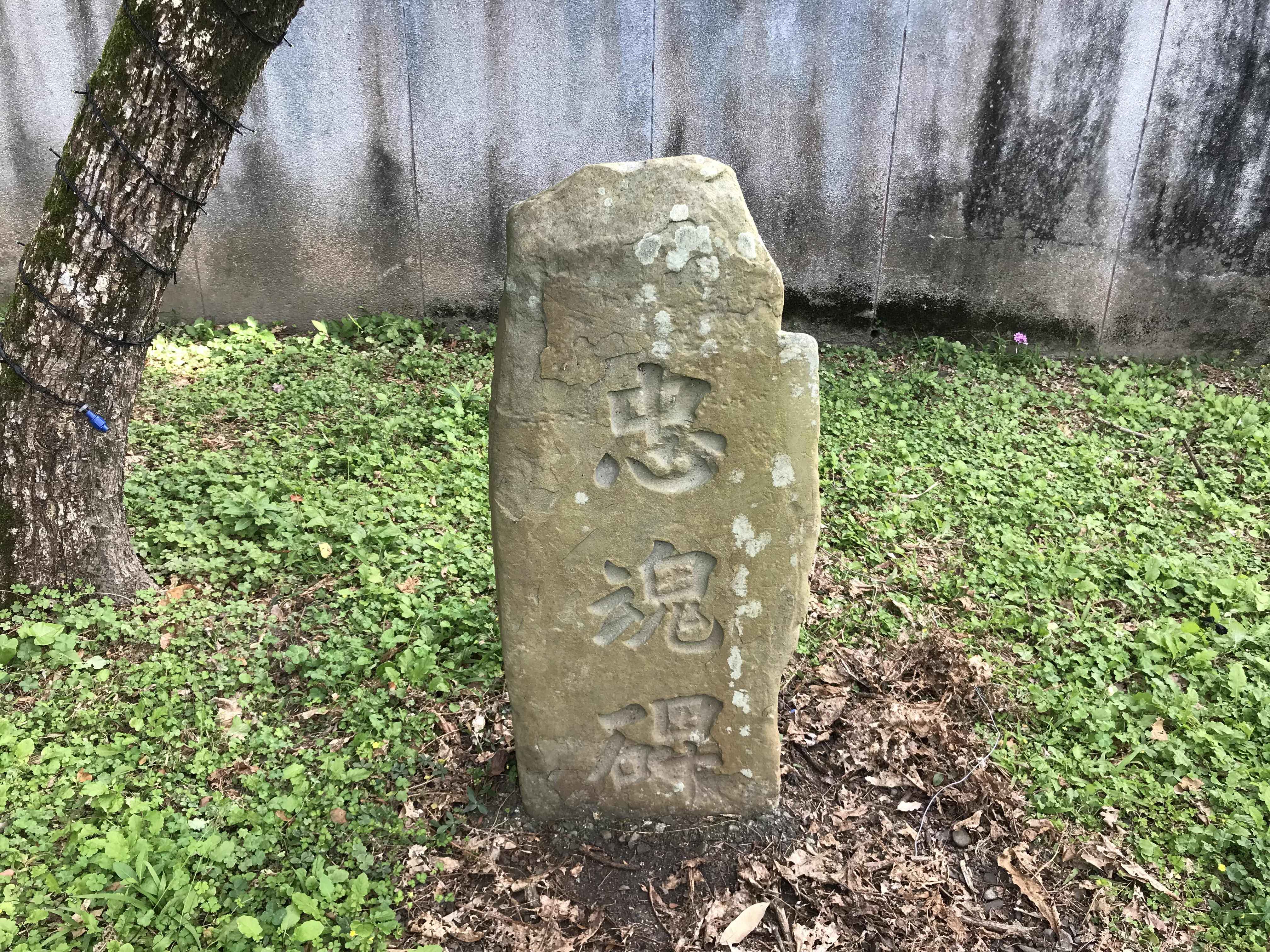
頭城忠魂碑